# إنيادية
إنيادية (الاسم العلمي: Iniidae) هي فصيلة من الحيتانيات، يتبع فصيلة عليا دلافين نهرية.